# Шипиловська (станція метро)
«Шипиловська» (рос. Шипиловская) — 184-та станція Московського метрополітену, розташована на південному радіусі Люблінсько-Дмитровської лінії між станціями «Борисово» і «Зябликово». Названа по однойменній вулиці. Відкрита 2 грудня 2011 року, у складі черги «Борисово» — «Зябликово». Розташована у південному адміністративному окрузі Москви — станція знаходиться у центрі району Зябликово під рогом Шипиловської вулиці та вулиці Муси Джаліля. Два підземні вестибюлі поєднані з підземними підвуличними переходами.
Станція названа по Шипиловській вулиці, що, у свою чергу, в 1966 році названа по селу Шипилово, що знаходилася приблизно за 2 км від цього місця. Село Шипилово згадується в джерелах з XVI століття. Його назва пов'язана з некалендарним особовим ім'ям Шипил (Шипило). Проєктна назва цієї станції «Борисово».

## Технічні характеристики
Конструкція станції — односклепінна мілкого закладення (глибина закладення — 10 м), з платформою острівного типу. Проєкт розроблений у 2008 році архітекторами проєктного інституту «Метродіпротранс» під керівництвом Н. И. Шумакова в єдиній архітектурній і конструктивній концепції з сусідніми станціями «Зябликово» і «Борисово».

## Колійний розвиток
Станція без колійного розвитку.

## Оздоблення
Односклепінний станційний зал з прямою острівною платформою збудований з монолітного залізобетону. Головною особливістю архітектурно-художнього рішення «Шипиловської» стало членування склепінчастого покриття трикутними кесонами. У конструкції склепіння передбачені службові галереї, що з'єднують підземні вестибюлі станції.
Як і на інших нових станціях Люблінсько-Дмитровської лінії, південний вестибюль станції «Шипиловська» обладнаний ліфтом для пасажирів.